# نیومی استیونز
نیومی استیونز (انگلیسی: Naomi Stevens; ۲۹ نوامبر ۱۹۲۵ – ۱۳ ژانویهٔ ۲۰۱۸) بازیگر اهل ایالات متحده آمریکا بود. وی بین سال‌های ۱۹۵۶ تا ۱۹۸۹ میلادی فعالیت می‌کرد.
از فیلم‌ها یا برنامه‌های تلویزیونی که وی در آن نقش داشته‌است می‌توان به آپارتمان، ثعلب سیاه، دره عروسک‌ها، بابای فوق‌العاده، و دوران مشقت اشاره کرد.